# 法伊茨罗特
法伊茨罗特是德国莱茵兰-普法尔茨州的一个市镇。总面积7.94平方公里，总人口660人，其中男性347人，女性313人（2011年12月31日），人口密度83人/平方公里。